# Benoît Cosnefroy
Benoît Cosnefroy (Cherbourg, 17 oktober 1995) is een Frans wielrenner die anno 2024 rijdt voor AG2R-Citroën.

## Carrière
In 2015 werd Cosnefroy onder meer tweede in een etappe van de Ronde van de Isard en vijftiende in de Ruota d'Oro. In 2016 werd hij dertiende in de Circuito del Porto, zesde in het eindklassement van de Ronde van Rhône-Alpes Isère en vijfde in de Ronde van Bern. Mede door deze resultaten mocht hij vanaf half augustus stage lopen bij AG2R La Mondiale. Tijdens die stageperiode werd hij tweede op het nationale kampioenschap op de weg, achter Paul Ourselin en vierde in de wegwedstrijd op het Europese kampioenschap.
In 2017 won Cosnefroy, een maand nadat hij veertiende was geworden in de Ronde van Vlaanderen voor beloften, de tweede etappe van de Ronde van Rhône-Alpes Isère door met een voorsprong van vijf seconden op het peloton solo als eerste te finishen. Later die maand werd hij zesde in zowel de Ronde van Bern als de Grote Prijs van Plumelec. Eind juli werd Cosnefroy prof bij AG2R La Mondiale. Zijn debuut maakte hij in de Polynormande, waar hij op plek 63 eindigde. Zijn eerste profoverwinning volgde in september, toen hij in de GP van Isbergues de sprint-à-deux won van Pierre Gouault. Vijf dagen later won hij in het Noorse Bergen de wegwedstrijd voor beloften op het wereldkampioenschap, voor Lennard Kämna. Zijn seizoen sloot hij af met een dertiende plaats in de Chrono des Nations.
In de Ronde van Frankrijk van 2020 droeg Cosnefroy vijftien etappes de bolletjestrui als leider in het bergklassement. 
In de Amstel Gold Race van 2022 wist Cosnefroy net niet te winnen van Kwiatkowski na een fotofinish.
Het seizoen 2024 begon voor Cosnefroy in de Ster van Bessèges. Zijn eerste zege volgde later die maand, toen hij de slotrit en het eindklassement in de Ronde van de Alpes-Maritimes won. Eind maart won hij, voor de tweede maal in zijn loopbaan, zijn gewicht in camembert: hij won de Franse eendagskoers Parijs-Camembert na een sprint met een kleine groep.

## Overwinningen
2017
2e etappe Ronde van Rhône-Alpes Isère
GP van Isbergues
 Wereldkampioen op de weg, Beloften
2019
Parijs-Camembert
Grote Prijs van Plumelec
Polynormande
3e etappe Ronde van de Limousin
Eind- en jongerenklassement Ronde van de Limousin
2020
GP La Marseillaise
Eindklassement Ster van Bessèges
4e etappe Route d'Occitanie
2021
Ronde van de Finistère
Bretagne Classic
Ronde van de Jura
2022
Grote Prijs van Quebec
2024
2e etappe Ronde van de Alpes-Maritimes
Eind- en puntenklassement Ronde van de Alpes-Maritimes
Parijs-Camembert
Brabantse Pijl
Grote Prijs van de Morbihan
Ronde van de Finistère
Proloog Boucles de la Mayenne
Eindklassement Coupe de France
2025
Grote Prijs van de Morbihan

## Resultaten in voornaamste wedstrijden
| Jaar | Ronde van Italië | Ronde van Frankrijk | Ronde van Spanje |
| ---- | ---------------- | ------------------- | ---------------- |
| 2016 |                  |                     |                  |
| 2017 |                  |                     |                  |
| 2018 |                  |                     |                  |
| 2019 |                  | 113e                |                  |
| 2020 |                  | 116e                |                  |
| 2021 |                  | 107e                |                  |
| 2022 |                  | 91e                 |                  |
| 2023 |                  | 101e                |                  |
| 2024 |                  |                     |                  |

| Jaar | Milaan-San Remo | Ronde van Vlaanderen | Amstel Gold Race | Luik-Bast.‑Luik | Ronde van Lombardije | Waalse Pijl | Parijs-Tours | Brabantse Pijl |  | WK op de weg |  | Wereldranglijsten     |
| ---- | --------------- | -------------------- | ---------------- | --------------- | -------------------- | ----------- | ------------ | -------------- |  | ------------ |  | --------------------- |
| 2016 |                 |                      |                  |                 |                      |             | 96e          |                |  |              |  | 900e (UWR)            |
| 2017 |                 |                      |                  |                 |                      |             | 155e         |                |  |              |  | 149e (UWR)            |
| 2018 |                 |                      | 48e              | opgave          |                      | opgave      | ↑            |                |  |              |  | 165e (UWT) 241e (UWR) |
| 2019 |                 |                      | 44e              | 45e             |                      | 12e         |              |                |  | 42e          |  | 74e (UWR)             |
| 2020 |                 |                      |                  | 18e             |                      | ↑           | ↑            | ↑              |  |              |  | 30e (UWR)             |
| 2021 |                 |                      |                  | 48e             | opgave               | 18e         |              | 8e             |  | 19e          |  | 42e (UWR)             |
| 2022 | 78e             |                      | ↑                | 24e             |                      | 13e         | 83e          | ↑              |  | 26e          |  | 18e (UWR)             |
| 2023 | 22e             | 16e                  | 21e              | 54e             |                      |             | 54e          | ↑              |  | 47e          |  | 172e (UWR)            |
| 2024 | 20e             |                      | 16e              | 16e             |                      | 4e          |              | ↑              |  |              |  |                       |

## Ploegen
- 2016 –  AG2R La Mondiale (stagiair vanaf 15 augustus)
- 2017 –  AG2R La Mondiale (vanaf 28 juli)
- 2018 –  AG2R La Mondiale
- 2019 –  AG2R La Mondiale
- 2020 –  AG2R La Mondiale
- 2021 –  AG2R Citroën Team
- 2022 –  AG2R Citroën Team
- 2023 –  AG2R Citroën Team
- 2024 –  Decathlon AG2R La Mondiale Team
- 2025 –  Decathlon AG2R La Mondiale Team

Bagdonas · Bakelants · Bardet · Bérard · Bidard · Bonnafond · Cherel · Daniel · Denz · Domont · Dumoulin · Dupont · Gastauer · Gaudin · Gautier · Gougeard · Gretsch · Houle · Jauregui · Kadri · Latour · Minard · Montaguti · Péraud · Pozzovivo · Riblon · Sergent · Turgot · Vansummeren · Vuillermoz · Cosnefroy (stagiair) · Fabre (stagiair) · Rochas (stagiair)
Bagdonas · Bakelants · Barbier · Bardet · Bérard · Bidard · Cherel · Chevrier · Cosnefroy · Denz · Domont · Dumoulin · Dupont · Duval · Enger · Frank · Gastauer · Gautier · Geniez · Gougeard · Houle · Jauregui · Latour · Montaguti · Naesen · Peters · Pozzovivo · Riblon · Vandenbergh · Vuillermoz · Doléatto (stagiair) · Geniets (stagiair) · Russo (stagiair)
Bagdonas · Bakelants · Barbier · Bardet · Bidard · Cherel · Chevrier · Cosnefroy · Denz · Dillier · Domont · Dumoulin · Dupont · Duval · Frank · Gallopin · Gastauer · Gautier · Geniez · Gougeard · Jauregui · Latour · Montaguti · Naesen · Peters · Vandenbergh · Venturini · Vuillermoz
Bagdonas · Bardet · Bidard · Bouchard · Cherel · Chevrier · Cosnefroy · Denz · Dillier · Domont · Dumoulin · Dupont · Duval · Frank · Gallopin · Gastauer · Geniez · Godon · Gougeard · Hänninen · Jauregui · Latour · Naesen · Paret-Peintre · Peters · Vandenbergh · Venturini · Vuillermoz · Warbasse · Champoussin (stagiair) · Hänninen (stagiair) · Jorgenson (stagiair) · Jullien (stagiair)
Bardet · Bidard · Bouchard · Champoussin (vanaf 1 april) · Cherel · Chevrier · Cosnefroy · Dillier · Domont · Duval · Frank · Gallopin · Gastauer · Geniez · Godon · Gougeard · Hänninen · Jauregui · Latour · L. Naesen · O. Naesen · Paret-Peintre · Peters · Tanfield · Vandenbergh · Vendrame · Venturini · Vuillermoz · Warbasse · Jullien (stagiair) · Reugel (stagiair) · Verger (stagiair)
Bidard · Bouchard · Calmejane · Champoussin · Cherel · Cosnefroy · Dewulf · Duval · Franktot en met 20 juni · Gallopin · Gastauer · Godon · Gougeard · Hänninen ·  Jullien · Jungels · L. Naesen · O. Naesen · O'Connor · Paret-Peintre · Peters · Prodhomme · Sarreau · Schär · Touzé · Van Avermaet · Van Hoecke · Vendrame · Venturini · Warbasse · Delphis (stagiair) · Lapeira (stagiair) · Retailleau (stagiair)
Berthet · Bouchard · Calmejane · Champoussin · Cherel · Cosnefroy · Dewulf · Gall · Godon · Hänninen ·  Jullien · Jungels · Lapeira · L. Naesen · O. Naesen · O'Connor · A. Paret-Peintre · V. Paret-Peintre · Peters · Prodhomme · Raugel · Retailleau (vanaf 1/8) · Sarreau · Schär · Touzé · Van Avermaet · Van Hoecke · Vendrame · Venturini · Warbasse · Delphis (stagiair) · Gautherat (stagiair) · Tronchon (stagiair)
Baudin · Berthet · Bonnamour · Bouchard · Cherel · Cosnefroy · Dewulf · Gall · Gautherat · Godon · Hänninen · Labrosse (Vanaf 1/8) ·  Lapeira · L. Naesen · O. Naesen · O'Connor · A. Paret-Peintre · V. Paret-Peintre · Peters · Prodhomme · Raugel · Retailleau · Sarreau · Schär · Touzé · Tronchon · Van Avermaet · Vendrame · Venturini · Warbasse · Chaussinand (stagiair) · Veistroffer (stagiair) · Verschuren (stagiair)
Armirail · Baudin · Bennett · Berthet · Boasson Hagen · Bonnamour (tot 25/3) · Bouchard · Cosnefroy · De Bondt · De Pestel · Dewulf · Gall · Gautherat · Godon · Hänninen · Labrosse · Lafay ·  Lapeira · Naesen · O'Connor · A. Paret-Peintre · V. Paret-Peintre · Peters · Pollefliet · Prodhomme · Retailleau · Touzé · Tronchon · Vendrame · Warbasse